# Discours des « fleuves de sang »
Le discours des « fleuves de sang » (en anglais, Rivers of Blood speech) est prononcé le samedi 20 avril 1968 par l'homme politique britannique Enoch Powell lors d'un rassemblement du Parti conservateur à Birmingham.
Écrit pour s'opposer au projet de la loi sur les relations raciales du Parti travailliste qui vise à rendre illégal de refuser un logement ou un emploi à une personne en raison de sa couleur de peau, Powell préconise d'arrêter immédiatement l'arrivée d'immigrants non blancs au Royaume-Uni, en particulier ceux en provenance des pays du Commonwealth, avant de mettre en place une politique de remigration à destination des immigrés déjà présents. 
En cas d'augmentation de la population non blanche et de mise en place de lois anti-discrimination donnant aux immigrés un statut privilégié ou spécifique, il craint l'apparition de quartiers ou de villes entièrement peuplés de populations immigrées où elles ne s'intégreront plus mais reproduiront leur société d'origine et où les Blancs y seraient indésirables. Citant l'exemple des États-Unis, qui dans les années 1960 semblent au bord de la guerre ethnique entre Blancs et Noirs dans le contexte du mouvement des droits civiques, il estime qu'un afflux trop important d'immigrés ne peut mener à court terme qu'à des émeutes raciales de leur part et au sentiment de dépossession et de discrimination des populations blanches, ainsi qu'à plus long terme à une partition du pays et une guerre civile.
Powell nommait lui-même son texte « discours de Birmingham », mais il est devenu connu sous le nom de discours des « fleuves de sang », bien que l'expression « fleuves de sang » n'y soit jamais prononcée, mais constitue une allusion à un vers de l'Énéide de Virgile qu'il cite : « Je contemple l'avenir et je suis rempli d'effroi. Comme les Romains, je vois confusément le Tibre écumant de sang ». D'autres phrases ont beaucoup marqué le public de l'époque, telles que « Dans ce pays, dans 15 à 20 ans, les Noirs domineront les Blancs », « Nous devons être fous, littéralement fous à lier, en tant que nation » et « J'ai l'impression de regarder ce pays élever frénétiquement son propre bûcher funéraire ».
Le discours provoque une tempête politique et fait de Powell l'une des personnalités politiques les plus discutées et les plus controversées du pays, ce qui conduit dès le lendemain à son limogeage du cabinet fantôme par le chef du Parti conservateur Edward Heath. Pour protester contre son éviction, nombre de dockers du pays se mettent en grève et réclament son retour. Cette population de travailleurs, pourtant traditionnellement de vote travailliste, estime que le sujet de l'immigration va au-delà de la politique et qu'il s'agit de l'avenir de la nation et du peuple. Selon la plupart des témoignages, la popularité des idées de Powell a pu jouer un rôle décisif dans la victoire surprise des conservateurs aux élections générales de 1970, bien que Powell soit lui-même devenu l'un des plus farouches opposants au gouvernement Heath,. Ayant lieu juste après la Beatlemania, les Beatles composent également la chanson Get Back pour marquer leur opposition au discours de Powell.
Le discours a tellement marqué et divisé la société britannique de l'époque, entre ceux qui le considèrent comme « réaliste » et « prémonitoire » et ceux qui le considèrent comme « raciste » et « provocateur », qu'il a eu pour conséquence inattendue de rendre tabou tout débat national sur l'immigration pendant plus d'une génération, tandis que le nom d'Enoch Powell est devenu aussi sulfureux en Grande-Bretagne que celui, en France, de Jean-Marie Le Pen.
L'expression « Enoch avait raison » (Enoch was right) est aujourd'hui universellement connue au Royaume-Uni et fréquemment utilisée par les opposants à l'immigration de masse, au multiculturalisme et à l'islamisation dans le pays.

## Contexte
Powell, le parlementaire conservateur de la circonscription de Wolverhampton South West et secrétaire d'État à la Défense du cabinet fantôme, s'adressait à l'assemblée générale du Centre politique du parti conservateur de la région des West Midlands. Le projet de loi sur les relations raciales de 1968 du gouvernement travailliste devait avoir sa deuxième lecture trois jours plus tard, et l'opposition conservatrice avait déposé un amendement affaiblissant considérablement ses dispositions. Ce projet de loi succédait à la loi sur les relations raciales de 1965.
La chaîne de télévision ATV (en) de Birmingham avait reçu une copie du discours le samedi matin et son rédacteur en chef avait envoyé une équipe de télévision sur les lieux où elle filmera des parties du discours. Plus tôt dans la semaine, Powell avait dit à son ami Clement Jones, journaliste puis rédacteur en chef de l'Express & Star (en) de Wolverhampton : « Je m'apprête à faire un discours ce week-end et il va décoller comme une fusée ; mais contrairement aux autres fusées qui retombent toutes sur Terre, il restera en orbite » (I'm going to make a speech at the weekend and it's going to go up 'fizz' like a rocket; but whereas all rockets fall to the earth, this one is going to stay up).
Lors de la préparation de son discours, Powell avait suivi le conseil de Clement Jones de le prononcer un samedi après-midi, meilleur moment selon lui pour faire des discours politiques percutants et des remises en question impactantes de l'organisation de son parti, après avoir remis des copies sous scellé le jeudi ou le vendredi précédent à des éditeurs et journalistes politiques sélectionnés de journaux sortant le dimanche. Cette tactique pourrait assurer la couverture du discours pendant trois jours par le biais des bulletins du samedi soir puis des journaux du dimanche, ceci afin que la couverture soit reprise dans les journaux du lundi.

## Description
Dans le discours, Powell relate une conversation qu'il a eue avec l'un de ses électeurs, un homme d'âge moyen, quelques semaines plus tôt. Powell déclare que l'homme lui avait dit : « Si j’avais les moyens, je quitterais le pays. J’ai trois enfants. Ils ont tous le bac [grammar school], deux d’entre eux sont mariés et ont une famille. Mais je ne serai heureux que lorsque je les aurai tous vu partir à l’étranger ». L'homme avait terminé en disant à Powell : « Dans ce pays, dans 15 à 20 ans, les noirs domineront les blancs ».
Powell continue :

« Dans ma propre ville, au grand jour, un brave et honnête compatriote me dit à moi, son député, qu’il ne fera pas bon vivre dans son pays pour ses propres enfants. Je n’ai tout simplement pas le droit de hausser les épaules et de passer à autre chose. Ce que dit cet homme, des milliers, des centaines de milliers de gens le pensent et le disent. Peut-être pas dans tout le pays, mais partout où s’opère la transformation radicale à laquelle nous assistons aujourd'hui, et qui n’a aucun parallèle connu en 1000 ans d’histoire. [...] J’ai l’impression de regarder ce pays élever frénétiquement son propre bûcher funéraire. Nous sommes devenus fous au point de permettre à des célibataires d’immigrer ici dans le but de fonder une famille avec des conjoints ou des fiancés qu’ils n’ont jamais vus,. »

Powell cite une lettre qu'il a reçue d'une femme de Northumberland, au sujet d'une femme âgée vivant dans une rue de Wolverhampton où elle était la seule résidente blanche. Le mari et les deux fils de la femme sont décédés durant la Seconde Guerre mondiale et elle avait mis les chambres de sa maison en location. Une fois que les immigrants ont emménagé dans la rue dans laquelle elle vivait, ses locataires blancs sont partis. Deux hommes noirs avaient frappé à sa porte à 7 heures du matin pour demander d'utiliser son téléphone pour appeler leurs employeurs, mais elle a refusé, comme elle l'aurait fait à tout autre étranger frappant à sa porte à une telle heure, et a ensuite été agressée verbalement.
La femme avait demandé une réduction d’impôts, mais la jeune femme l'ayant reçue lui a dit de louer les pièces de sa maison. Lorsque la femme a déclaré que les seuls locataires seraient noirs, elle lui a répondu : « Les préjugés raciaux ne vous mèneront nulle part dans ce pays ».
Powell plaide pour une ré-émigration volontaire par « des subventions et une aide généreuses » et il mentionne que des immigrés venaient le voir de temps à autre pour lui demander d'en bénéficier. Il déclare que tous les citoyens devaient être égaux devant la loi et que :

« Mais cela ne doit pas signifier pour autant qu’un immigré ou ses descendants doivent disposer d’un statut privilégié ou spécifique, ou qu’un citoyen ne soit pas en droit de discriminer qui bon lui semble dans ses affaires privées, ou qu’on lui dicte par la loi ses choix ou son comportement. »

Il fait valoir que les journalistes qui exhortent le gouvernement à adopter des lois anti-discrimination étaient « du même moule, parfois des mêmes journaux qui, jour après jour dans les années 1930, ont tenté d’aveugler le pays face au péril croissant qu’il nous a fallu affronter par la suite ». Powell décrit ce qu'il percevait comme la position évolutive de la population de souche :

« Pour des raisons qu’ils ne comprennent pas, en application de décisions prises à leur insu, pour lesquelles ils ne furent jamais consultés, les habitants de Grande-Bretagne se retrouvent étrangers dans leur propre pays. Leurs femmes ne trouvent pas de lits d’hôpital pour accoucher, leurs enfants n’obtiennent pas de places à l’école, leurs foyers, leurs voisins, sont devenus méconnaissables, leurs projets et perspectives d’avenir sont défaits. Sur leurs lieux de travail, les employeurs hésitent à appliquer au travailleur immigré les mêmes critères de discipline et de compétence qu’au Britannique de souche. Ils commencent à entendre, au fil du temps, des voix chaque jour plus nombreuses qui leur disent qu’ils sont désormais indésirables. Et ils apprennent aujourd'hui qu’un privilège à sens unique va être voté au Parlement. Qu’une loi qui ne peut, ni n’est destinée à les protéger ni à répondre à leurs doléances, va être promulguée. Une loi qui donnera à l’étranger, au mécontent, à l’agent provocateur, le pouvoir de les clouer au pilori pour des choix d’ordre privé. »

Powell avertit que si la législation proposée pour le projet de loi sur les relations raciales devait être adoptée, elle entraînerait une discrimination contre la population de souche :

« Le sentiment de discrimination, de dépossession, de haine et d’inquiétude, ce ne sont pas les immigrés qui le ressentent, mais bien ceux qui les accueillent et doivent continuer à le faire. C’est pourquoi voter une telle loi au Parlement, c’est risquer de mettre le feu aux poudres. »

Powell était préoccupé par le niveau actuel de l'immigration et soutenait qu'elle devait être contrôlée :

« Dans de telles circonstances, la seule mesure adaptée est de réduire, toutes affaires cessantes, le rythme de l’immigration jusqu'à des chiffres négligeables, et de prendre sans délai les mesures législatives et administratives qui s’imposent. »

Powell fait valoir qu'il pensait que bien que « plusieurs milliers » d'immigrants voulaient s'intégrer, il estimait que la majorité ne le faisait pas, et que certains avaient intérêt à favoriser les différences raciales et religieuses « dans le but d’exercer une domination, d’abord sur les autres migrants et ensuite sur le reste de la population ». La péroraison du discours de Powell a donné naissance à son surnom populaire. Il cite la prophétie de la sibylle de Cumes dans le poème épique l’Énéide, chant VI, 86-87, de « guerres, terribles guerres, / et le Tibre écumant de sang » (« Bella, horrida bella, / et Thubrim multo spumantem sanguine cerno »).

« Je contemple l’avenir et je suis rempli d’effroi. Comme les Romains, je vois confusément “le Tibre écumant de sang”. Ce phénomène tragique et insoluble, nous l’observons déjà avec horreur outre-Atlantique, mais alors que là-bas il est intimement lié à l’histoire de l’Amérique, il s’installe chez nous par notre propre volonté, par notre négligence. Il est déjà là. Numériquement parlant, il aura atteint les proportions américaines bien avant la fin du siècle. Seule une action résolue et immédiate peut encore l’empêcher. Je ne sais si la volonté populaire exigera ou obtiendra de telles mesures. Mais ce que je sais, c’est que se taire devant cette situation serait une trahison majeure. »

## Réactions

### Politiques
Selon C. Howard Wheeldon, qui était présent à la réunion au cours de laquelle Powell a prononcé le discours, « il est fascinant de constater le peu d'hostilité qui a émergé du public. Au meilleur de ma mémoire, une seule personne a exprimé un signe de contrariété ». Le lendemain du discours, Powell est allé à la communion du dimanche dans son église locale et quand il est sorti, il y avait une foule de journalistes et un plâtrier local (Sidney Miller) lui a dit : « Bien joué, monsieur. Il fallait le dire ». Powell a demandé aux journalistes présents : « Ai-je vraiment provoqué une telle fureur ? ». À midi, Powell se rend sur le plateau de l'émission The World This Weekend sur la BBC pour défendre son discours et est plus tard apparu dans la journée dans le journal d'ITN.
Le parlementaire travailliste Edward Leadbitter (en) déclare qu'il renverra le discours à la Direction des poursuites pénales (en) et le dirigeant du Parti libéral, Jeremy Thorpe, parle d'une affaire prima facie contre Powell pour incitation. Dora Gaitskell traite le discours de « lâche » et le joueur de cricket noir Learie Constantine le condamne.

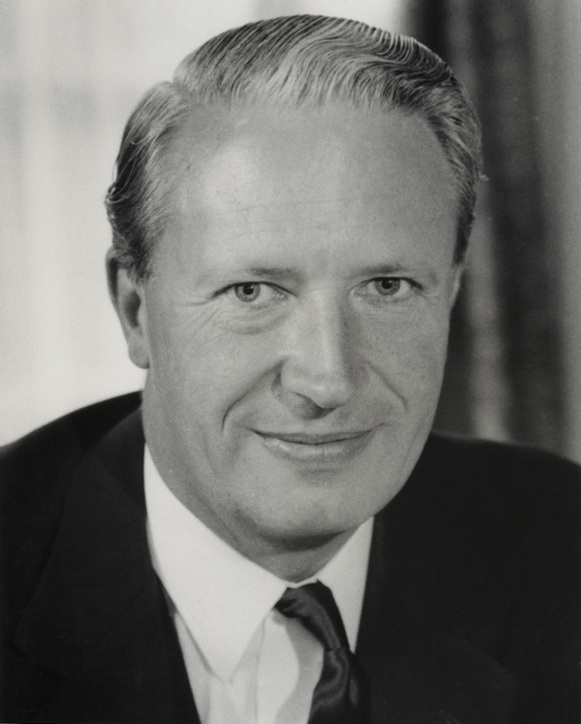
Edward Heath, dirigeant du Parti conservateur, limoge Enoch Powell de son poste dès le lendemain de son discours qu'il qualifie de « raciste et susceptible d'exacerber les tensions raciales ».

Les dirigeants conservateurs du Cabinet fantôme sont scandalisés par le discours. Iain Macleod, Edward Boyle, Quintin Hogg et Robert Carr menacent tous de démissionner du parti si Powell n'est pas limogé. Margaret Thatcher pensait qu'une partie du discours de Powell était « de la viande forte », et dit à Heath quand il lui a téléphoné pour l'informer que Powell serait limogé : « Je pense vraiment qu'il vaut mieux laisser les choses se refroidir pour le moment plutôt que d'aggraver la crise ». Le chef conservateur Edward Heath limoge finalement Powell de son poste de secrétaire fantôme à la Défense, lui annonçant au téléphone le dimanche soir (c'était la dernière conversation qu'ils auraient). Heath déclare en public à propos du discours qu'il était « raciste et susceptible d'exacerber les tensions raciales ». Les parlementaires conservateurs dans l'aile droite du parti, comme Duncan Sandys, Gerald Nabarro (en) et Teddy Taylor, se prononcent quant à eux contre le limogeage de Powell. Le 22 avril 1968, Heath déclare au journaliste Robin Day dans l'émission Panorama : « J'ai licencié M. Powell parce que je pensais que son discours était incendiaire et susceptible de nuire aux relations raciales. Je suis déterminé à faire tout mon possible pour éviter que les problèmes raciaux ne se transforment en troubles civils. [...] Je ne crois pas que la grande majorité du peuple britannique partage le point de vue de M. Powell dans son discours ».
The Times l’appelle le « discours diabolique », déclarant « C'est la première fois qu'un homme politique britannique sérieux appelle à la haine raciale de cette manière directe dans notre histoire d'après-guerre ». The Times poursuit en se faisant l’écho d'incidents d'attaques raciales au lendemain du discours de Powell. Un de ces incidents, rapporté sous le titre « Une famille colorée attaquée », s'était produit le 30 avril 1968 à Wolverhampton même : il s'agissait d'une bande de quatorze jeunes blancs armés de bâtons et scandant « Powell ! » et « Pourquoi ne retournez-vous pas dans votre propre pays ? » lors d'une fête de baptême afro-caribéenne. L'une des victimes antillaises, Wade Crooks de la rue Lower Villiers, était le grand-père de l'enfant baptisé. Il eut huit points de suture à l'œil gauche et aurait déclaré : « Je suis ici depuis 1955 et rien de tel ne s'est produit auparavant. Je suis bouleversé ». Un sondage d'opinion commandé par l'émission Panorama en décembre 1968 constate que 8 % des immigrants estimaient avoir été maltraités par des blancs depuis le discours de Powell, 38 % souhaitaient retourner dans leur pays d'origine si une aide financière leur était offerte et 47 % soutenaient le contrôle de l'immigration, alors que 30 % y étaient opposés.
Le discours génère beaucoup de courriers à destination des journaux, surtout de l'Express & Star de Wolverhampton même, dont le bureau de tri local reçoit la semaine suivante 40 000 cartes postales et 8 000 lettres adressées au journal local. Clement Jones rappelle :

« Ted Heath a fait d'Enoch un martyr, mais pour autant que la zone de distribution de l'Express & Star's est concernée, pratiquement toute la région est déterminée à faire de lui un saint. Du mardi à la fin de la semaine, j'avais dix, quinze à vingt sacs pleins de lettres de lecteurs : 95 % d'entre eux étaient pro-Enoch. »

À la fin de la semaine, il y eut deux manifestations simultanées à Wolverhampton, l'une des partisans de Powell et l'autre de ses opposants, qui chacune présente des pétitions sur le bureau de Clement Jones, les deux foules étant tenues à distance l'une de l'autre par la police.
Le 23 avril 1968, la loi sur les relations raciales est en seconde lecture à la Chambre des communes. De nombreux députés font référence au discours de Powell ou y ont font allusion. Chez les travaillistes, Paul Rose (en), Maurice Orbach (en), Reginald Paget, Dingle Foot, Ivor Richard et David Ennals le critiquent tous. Chez les conservateurs, Quintin Hogg et Nigel Fisher (en) le dénoncent, tandis que Hugh Fraser, Ronald Bell (en), Dudley Smith et Harold Gurden (en) le soutiennent. Powell est présent pendant le débat mais ne prend pas la parole.
Plus tôt dans la journée, 1 000 dockers de Londres s'étaient mis en grève pour protester contre le limogeage de Powell et avaient manifesté de l'East End au palais de Westminster en brandissant des pancartes avec des slogans telles que « Nous voulons Enoch Powell ! » (We want Enoch Powell !), « Enoch ici, Enoch là, nous voulons Enoch partout » (Enoch here, Enoch there, we want Enoch everywhere), « Ne frappez pas Enoch » (Don't knock Enoch) et « Grande-Bretagne fière, pas Grande-Bretagne noire » (Back Britain, not Black Britain). Trois cents d'entre eux sont entrés dans le palais, 100 pour faire pression sur le député travailliste Peter Shore de la circonscription de Stepney, et 200 sur l'autre député travailliste Ian Mikardo (en) de Poplar. Shore et Mikardo ont été hués et certains dockers ont frappé Mikardo à coups de pied. Dora Gaitskell leur a alors hurlé : « Battez-vous dans les urnes aux prochaines élections ». Les dockers ont répondu : « Nous n'oublierons pas ». L'organisateur de la grève, Harry Pearman, mène une délégation pour rencontrer Powell et déclare : « Je viens de rencontrer Enoch Powell et il m'a fait me sentir fier d'être Anglais. Il m'a dit qu'il pensait que si cette affaire était mise sous le tapis, il soulèverait lui-même le tapis et recommencerait. Nous sommes des représentants des travailleurs. Nous ne sommes pas des racistes ».
Le 24 avril, 600 dockers des docks de St Katharine votent la grève et de nombreuses petites usines à travers le pays suivent leur exemple. 600 porteurs de viandes de Smithfield marchent jusqu'à Westminster pour remettre à Powell une pétition de 92 pages le soutenant. Powell déconseille la grève et leur demande d'écrire à Harold Wilson, Heath ou à leurs députés. Cependant, les grèves se poursuivent, atteignant le port de Tilbury (en) le 25 avril et il aurait reçu sa 30000e lettre le soutenant, en comparaison aux 30 qui s'opposaient à son discours. Au 27 avril, 4 500 dockers étaient en grève. Le 28 avril, 1 500 personnes défilent vers Downing Street en scandant « Arrêter Enoch Powell ». Powell a affirmé avoir reçu 43 000 lettres et 700 télégrammes le soutenant début mai, contre 800 lettres et quatre télégrammes qui s'y opposaient. Le 2 mai, le procureur général Elwyn Jones annonce qu'il ne poursuivrait pas Powell après avoir consulté la Direction des poursuites pénales.
The Gallup Organization organise fin avril un sondage d'opinion et conclut que 74 % des sondés étaient d'accord avec le discours de Powell, et 15 % étaient contre. 69 % estimait que Heath avait tort d'avoir limogé Powell et 20 % soutenaient Heath dans sa décision. Avant son discours, Powell n'était favori pour succéder à Heath à la tête du Parti conservateur que pour 1 % de ses membres, tandis que Reginald Maudling bénéficiait de 20 % de soutien. Après son discours, 24% étaient en faveur de Powell et 18% de Maudling. 83% pensent désormais que l'immigration devrait être restreinte (75% avant le discours) et 65% sont favorables à une législation anti-discrimination. Selon George L. Bernstein, le discours a fait penser au peuple britannique que Powell « était le premier homme politique britannique à les écouter ».
Le 4 mai, Powell défend son discours dans une interview pour le Birmingham Post : « Ce que je considère comme « raciste », c'est une personne qui croit en l'infériorité inhérente d'une race humaine à une autre, et qui agit et parle au nom de cette croyance. Donc, la réponse à la question de savoir si je suis raciste est « non » - à moins que ce ne soit, peut-être, d'être raciste à l'envers. Je considère qu'un grand nombre des peuples de l'Inde sont supérieurs à bien des égards - intellectuellement, par exemple, et pas seulement - aux Européens. C'est peut-être trop inversé ». Le 5 mai, le Premier ministre Harold Wilson, fait sa première déclaration publique sur la race et l'immigration depuis le discours de Powell. Il déclare à ses partisans travaillistes lors du May Day au Birmingham Town Hall :

« Je ne suis pas prêt à me tenir à l'écart et à voir ce pays englouti par le conflit racial que des orateurs calculateurs ou des préjugés ignorants peuvent créer. Non plus dans la grande confrontation mondiale sur la race et la couleur, où ce pays doit déclarer sa position, je ne suis pas prêt à être neutre, que cette confrontation ait lieu à Birmingham ou à Bulawayo. Sur ces questions, il ne peut y avoir ni position neutre, ni échappatoire à la décision. Car dans le monde d'aujourd'hui, alors que l'isolationnisme politique invite au danger et l'isolationnisme économique invite à la faillite, l'isolationnisme moral invite au mépris. »

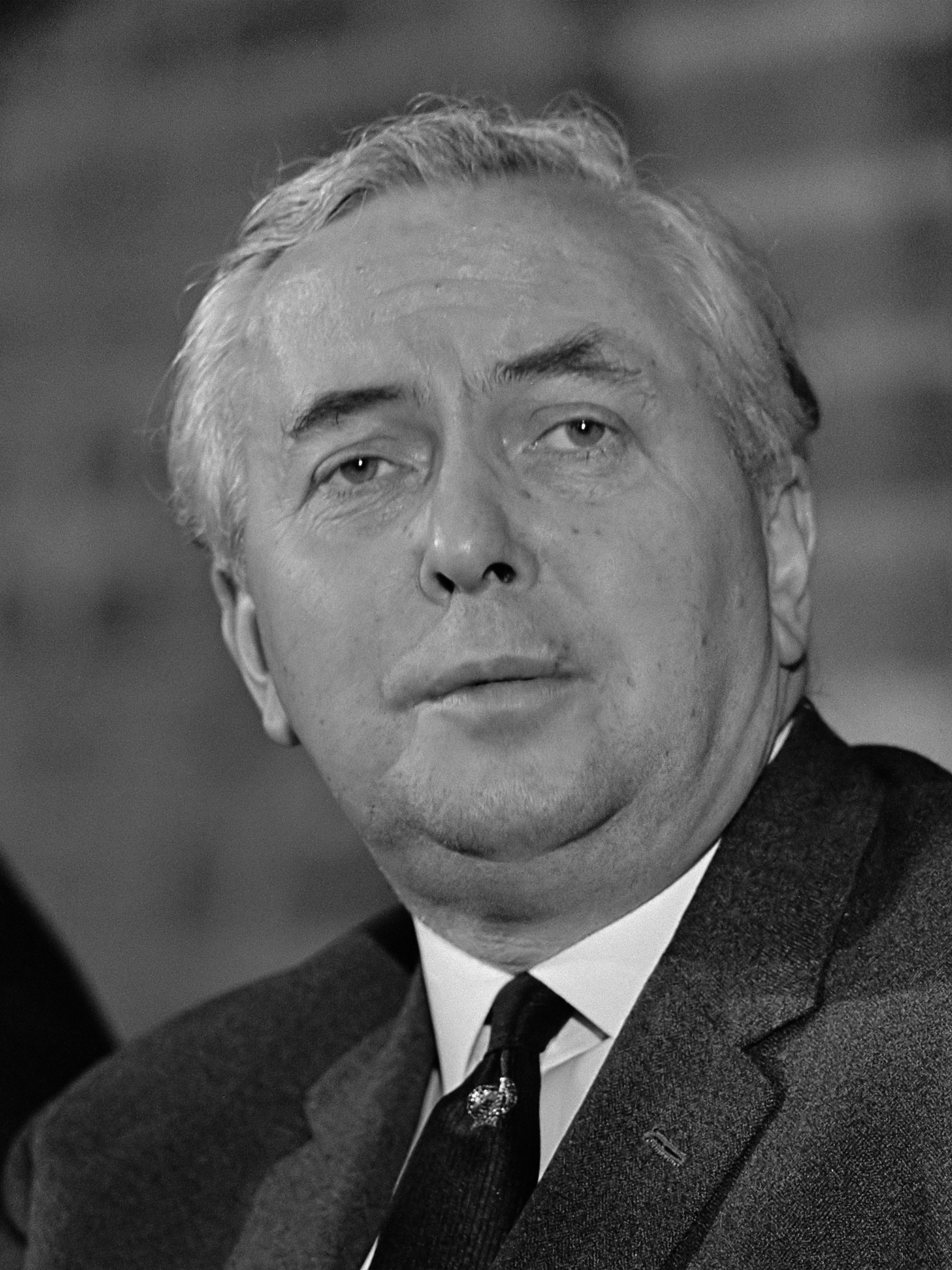
Le Premier ministre britannique Harold Wilson condamne fermement le discours d'Enoch Powell et qualifie le powellisme de virus.

Dans un discours à la conférence du parti travailliste d'octobre à Blackpool, Wilson déclare :

« Nous sommes le parti des droits de l'homme - le seul parti des droits de l'homme qui parlera à cette tribune ce mois-ci (forts applaudissements). La lutte contre le racisme est une lutte mondiale. C'est pour la dignité de l'homme que nous nous battons. Si ce que nous affirmons est vrai pour Birmingham, c'est vrai pour Bulawayo. S'il y a jamais eu une condamnation des valeurs du parti qui forme l'opposition, c'est du fait que le virus du powellisme a si bien pris racine à tous les niveaux. »

Lors des élections générales de 1970, la majorité parlementaire du Parti travailliste ne souhaite pas « attiser la question de Powell ». Cependant, le député travailliste Tony Benn déclare :

« Le drapeau du racisme qui a été hissé à Wolverhampton commence à ressembler à celui qui flottait il y a 25 ans au-dessus de Dachau et Belsen. Si nous ne nous prononçons pas maintenant contre la propagande raciste, sale et obscène [...], les forces de la haine marqueront leur premier succès et mobiliseront leur première offensive. [...] Enoch Powell est devenu le véritable chef du Parti conservateur. C'est un personnage bien plus fort que Mr. Heath. Il dit ce qu'il pense ; Heath ne le fait pas. La dernière preuve du pouvoir de Powell est que Heath n'ose pas l'attaquer publiquement, même quand il dit des choses qui dégoûtent les conservateurs décents. »

Selon la plupart des témoignages, la popularité des idées de Powell sur l'immigration a peut-être joué un rôle décisif dans la victoire surprise des conservateurs aux élections générales de 1970, bien que Powell soit devenu l'un des opposants les plus farouches au gouvernement Heath qui fut créé,. Dans une « recherche exhaustive » sur les élections, le sondeur américain Douglas Schoen (en) et l'académicien R. W. Johnson (en) de l'université d'Oxford pense qu'il « incontestable » que Powell avait attiré 2,5 millions de voix auprès des conservateurs, mais à l'échelle nationale, le vote des conservateurs n'avait augmenté que de 1,7 million depuis 1966. Dans sa propre circonscription à cette élection — sa dernière à Wolverhampton —, sa majorité de 26 220 voix et 64,3% des voix était alors la plus élevée de sa carrière.

### Réflexion postérieure de Powell sur son discours

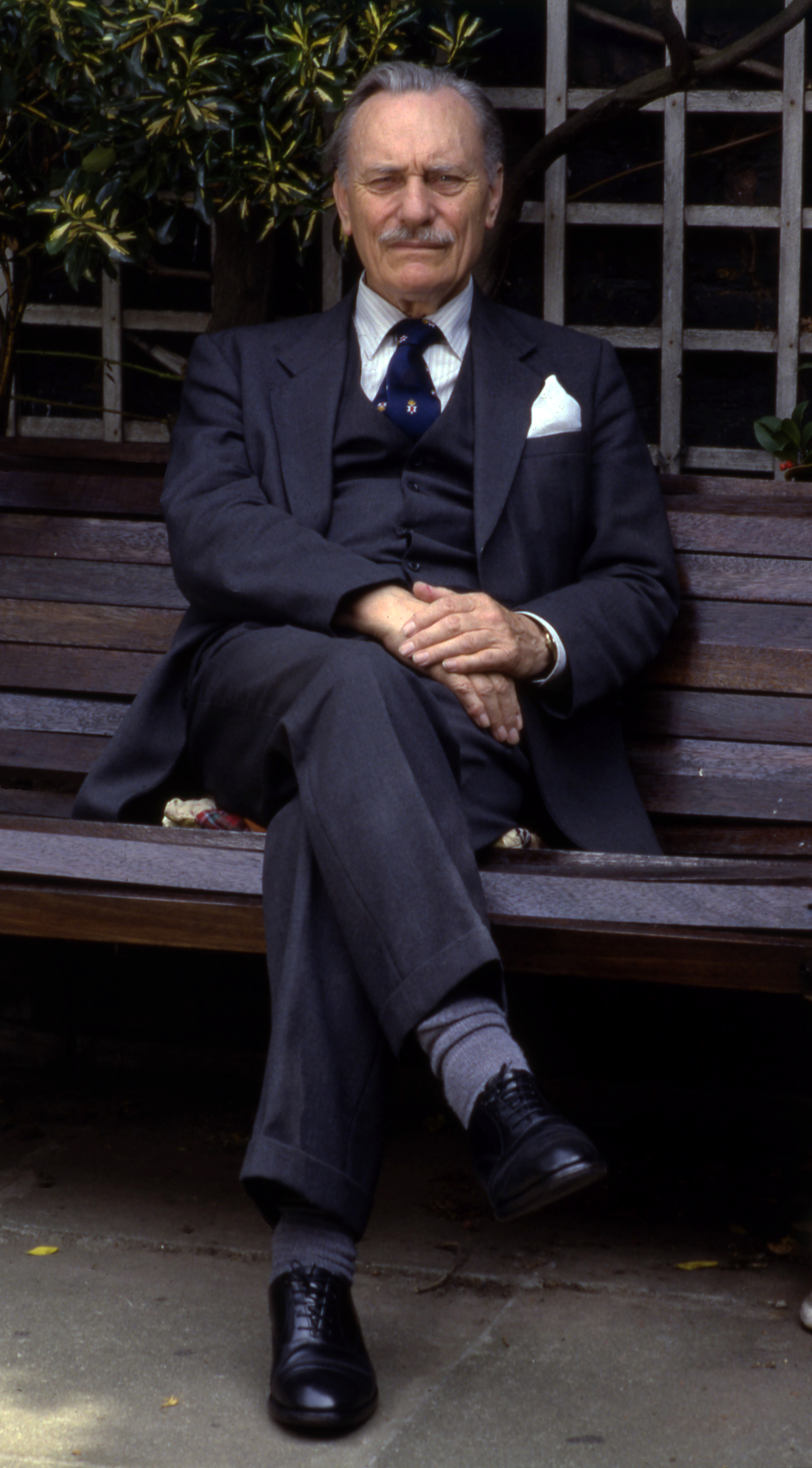
Malgré la profonde controverse que son discours a provoqué, Enoch Powell ne revient absolument pas sur les paroles de son discours et s'excuse même 10 ans plus tard d'avoir sous-estimé l'ampleur et le danger de l'immigration.

En 1977, lors d'une interview, Powell s'est vu poser la question suivante : « Neuf ans après le discours, sommes-nous toujours à votre avis sur une sorte de bûcher funéraire ? » :

« Oui, j'ai été coupable, je suppose, je l'ai déjà dit, d'avoir sous-estimé plutôt que surestimé. Et je repensais aux chiffres dont je parlais alors en 1968 pour la fin du siècle. Rappelez-vous mes estimations qui ont été considérées avec un tel ridicule et dénoncées, que les universitaires me pardonnent, elles sont inférieures à l'estimation officielle que les Franks[Qui ?] ont rapportée en début d'année. Donc, dans l'ensemble, j'ai sous-estimé, peut-être que c'est une faute, l'ampleur et le danger. »

Puis il lui est demandé : « Quelle est maintenant selon vous la perspective probable ? Toujours le Tibre écumant de sang ? » :

« Ma perspective est que les personnalités politiques de tous les partis diront « Eh bien Enoch Powell a raison, nous ne disons pas cela en public mais nous le savons en privé, Enoch Powell a raison et cela se développera sans aucun doute comme il le dit. Mais c'est mieux pour nous de ne rien faire maintenant, et de laisser cela se produire peut-être après notre temps, plutôt que de saisir les nombreuses orties vénéneuses que nous aurions à saisir si nous tentions d'éviter le résultat. Alors laissez-le continuer jusqu'à ce qu'un tiers du centre de Londres, un tiers de Birmingham, Wolverhampton, soient colorés, jusqu'à ce que la guerre civile arrive, laissez-le continuer. Nous ne serons pas blâmés, soit nous serons partis, soit nous nous échapperons d'une manière ou d'une autre »

### Culturelles
Des sondages dans les années 1960 et 1970 montrent que les opinions de Powell étaient populaires dans la population britannique à l'époque. Un sondage de Gallup, par exemple, montre que 75 % de la population était favorable aux opinions de Powell. Un sondage NOP montre qu'environ 75 % de la population britannique était d'accord avec la demande de Powell de stopper complètement l'immigration non-blanche, et environ 60 % étaient d'accord avec son appel à la ré-émigration des non-blancs déjà présents en Grande-Bretagne.
Le discours des « fleuves de sang » est accusé d'avoir provoqué une vague de paki-bashing, de violentes attaques contre la communauté pakistanaise et autres venant du sous-continent indien, qui deviennent fréquentes après le discours de 1968. Cependant, il y a « peu de consensus sur la mesure dans laquelle Powell était responsable de ces attaques racistes ». Ce dénigrement des Pakistanais a finalement culminé dans les années 1970 et 1980.

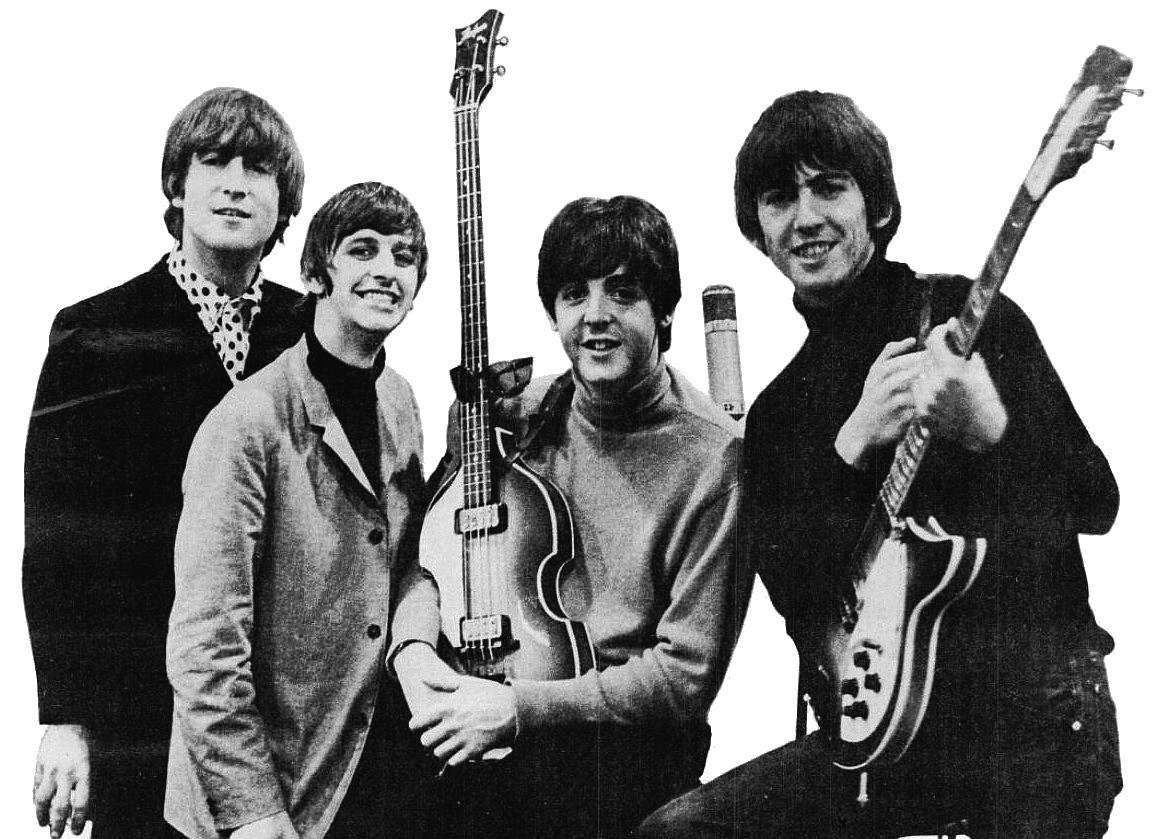
Les Beatles composent la chanson Get Back (« Rentrez chez vous ») pour moquer le sentiment anti-immigrés en Grande-Bretagne et s'opposer à leur manière au discours d'Enoch Powell.

Powell est mentionné dans les premières versions de la chanson Get Back des Beatles de 1969,. Cette première version de la chanson, connue sous le titre provisoire No Pakistanis, parodie les idées anti-immigration d'Enoch Powell.
Le 5 août 1976, Eric Clapton provoque un tollé et une controverse persistante quand il se prononce contre l'immigration grandissante durant un concert à Birmingham. Visiblement en état d'ébriété, Clapton exprime son soutien au discours controversé et annonce sur scène qu'il y avait danger que la Grande-Bretagne devienne une « colonie noire ». Entre autres choses, Clapton déclare : « Gardez la Grande-Bretagne blanche ! », ce qui était le slogan du Front national britannique (NF) à l'époque,.
En novembre 2010, l'acteur Sanjeev Bhaskar rappelle la peur que le discours a instillée chez les Britanniques d'origine indienne : « À la fin des années 1960, Enoch Powell était une figure assez effrayante pour nous. Il était la seule personne qui représentait un retour forcé, et nous avions donc toujours des valises prêtes. Mes parents pensaient que nous devions peut-être partir ».
Tandis qu'une partie de la population blanche semblait rejoindre les idées du discours de Powell, l'auteur noir Mike Phillips estime qu'il a légitimé l'hostilité, voire la violence, envers les Britanniques noirs comme lui.
Dans son livre The British Dream (2013), David Goodhart affirme que le discours de Powell « a repoussé à plus d'une génération un débat vigoureux sur les succès et les échecs de l'immigration ».

« Juste au moment où une discussion aurait dû commencer sur l'intégration, la justice raciale et distinguer le raisonnable des plaintes racistes des blancs dont les communautés étaient en train de se transformer, il a polarisé l'argument et l'a fermé. »

## Identité de la femme mentionnée dans le discours
Après le discours de Powell, il y a eu des tentatives pour localiser la citoyenne de Wolverhampton qu’il décrit comme victime de résidents non-blancs. Le rédacteur en chef du journal local Express & Star, Clement Jones (un ami proche de Powell qui a rompu ses relations avec lui à cause de la controverse), affirme ne pas avoir réussi à identifier la femme en question à partir de la liste électorale et d'autres sources.
Peu de temps après la mort de Powell, Kenneth Nock, un avocat de Wolverhampton, a écrit au Express and Star en avril 1998 en prétendant que son cabinet avait défendu la femme en question, mais qu'il ne pouvait pas la nommer en raison du secret professionnel. En janvier 2007, l'émission Document sur la BBC Radio 4, déclaration reprise par le Daily Mail, affirme avoir découvert l'identité de la femme en la personne de Druscilla Cotterill (1907-1978), la veuve de Harry Cotterill, un sergent de la Royal Artillery mort durant la Seconde Guerre mondiale (elle était également la cousine au deuxième degré de Mark Cotterill (en), une figure de l'extrême droite britannique). Elle vivait à Brighton Place à Wolverhampton qui, dans les années 1960 était principalement peuplé de familles d'immigrés. Afin d'augmenter ses revenus, elle avait mis les chambres de sa maison en location, mais ne souhaitait pas de locataires noirs et a définitivement cessé de louer après l'entrée en vigueur de la loi sur les relations raciales de 1968 qui interdisait la discrimination raciale en matière de logement. Elle a verrouillé ses chambres d'amis et ne vivait plus que dans deux pièces de sa maison.

## Soutien au discours

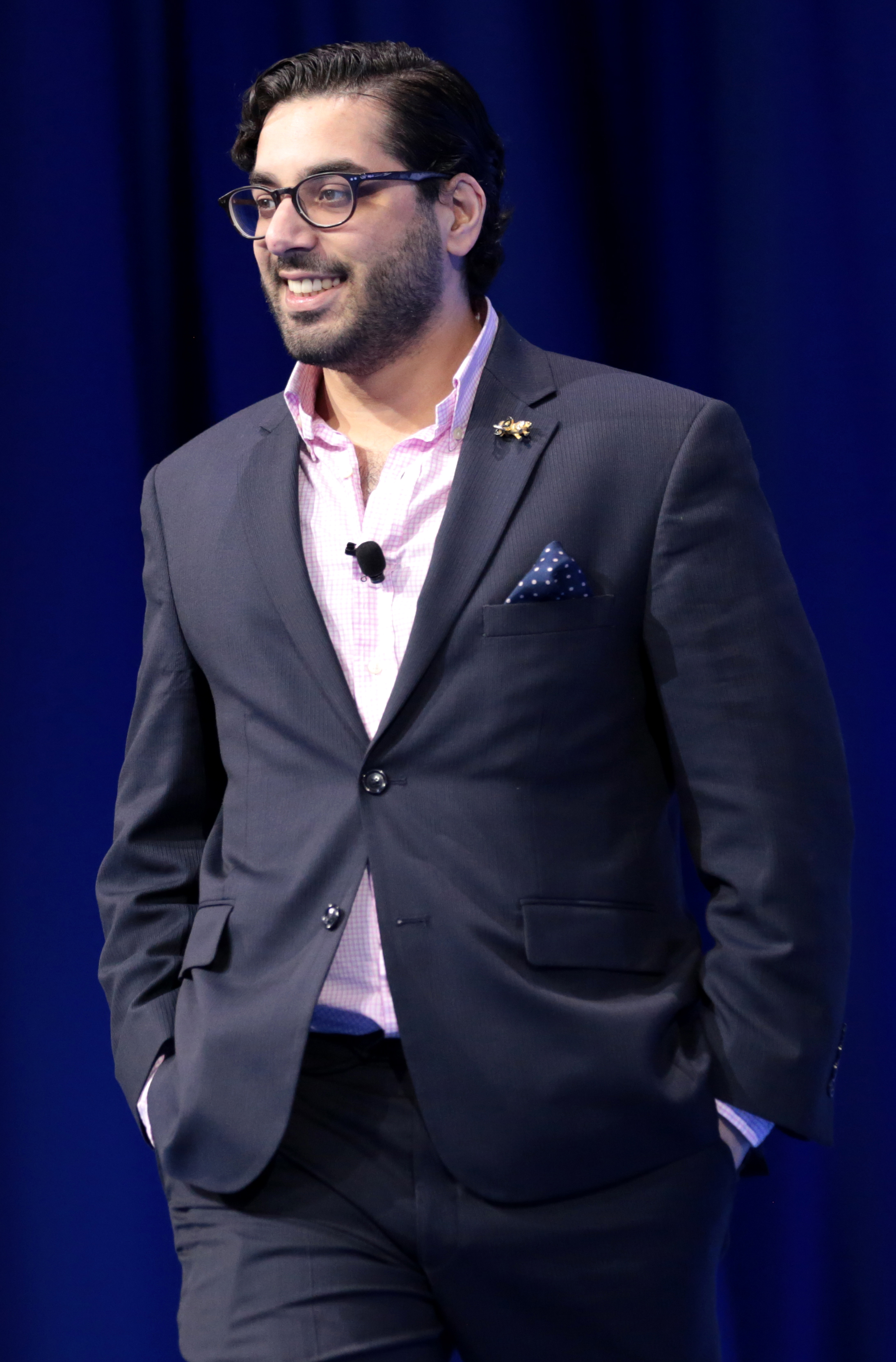
Raheem Kassam, militant politique britannique d'origine indienne et apostat musulman, estime dans son livre Enoch Was Right: 'Rivers of Blood' 50 Years On que le discours s'est révélé prémonitoire et que la situation actuelle du Royaume-Uni est exactement telle qu'il l'avait présagé.

Au Royaume-Uni, notamment en Angleterre, « Enoch [Powell] avait raison » (Enoch was right) est une phrase de rhétorique politique, invitant à comparer les aspects de la société anglaise actuelle avec les prédictions faites par Powell dans son discours des « fleuves de sang ». Cette phrase implique une critique des quotas raciaux, de l'immigration et du multiculturalisme. Des badges, des t-shirts et autres articles portant le slogan ont été produits à différents moments au Royaume-Uni,. Powell obtient le soutien autant des électeurs de droite que de gauche, et traditionnellement des populations de travailleurs de gauche, pour sa position anti-immigration.
Powell a également le soutien de l'extrême-droite britannique. Des badges, des t-shirts et des magnets pour réfrigérateur avec le slogan « Enoch avait raison » (Enoch was right) sont régulièrement visibles lors de manifestations d'extrême droite, selon Vice News. Powell est également présent sur les réseaux sociaux, avec une page Enoch Powell sur Facebook gérée par le groupe d'extrême-droite Traditional Britain (en) qui réunit plusieurs milliers de likes, et des pages similaires qui affichent « des mèmes et articles racistes du Daily Mail » ont le même succès, tout comme la page facebook du nationalisme britannique et du parti anti-immigration Britain First.
Dans l'émission The Trial of Enoch Powell d'avril 1998 sur Channel 4, à l'occasion du trentième anniversaire de son discours des « fleuves de sang » (et deux mois après sa mort), 64% des spectateurs du plateau votent que Powell n'était pas raciste. Certains de l'Église d'Angleterre, dont Powell était membre, avait un avis différent. À la mort de Powell, Wilfred Wood (en), l'évêque de Croydon, né à la Barbade, déclare : « Enoch Powell a donné un certificat de respectabilité aux opinions racistes blanches que des personnes autrement décentes auraient honte de reconnaître ».
En mars 2016, l'écrivain allemand de droite Michael Stürmer écrit un article rétrospectif pro-Powell dans Die Welt, estimant que personne d'autre n'avait été « puni si impitoyablement » par les autres membres du parti et les médias pour leurs points de vue.
Le 19 avril 2018, le militant politique britannique et rédacteur de Breitbart News Raheem Kassam auto-publie Enoch Was Right: 'Rivers of Blood' 50 Years On, dans lequel il défend Powell et soutient que son discours des « fleuves de sang » s'est réalisé.
En octobre 2018, les conservateurs de l'université de Plymouth expriment leur soutien au discours en arborant la phrase « Enoch avait raison » (Enoch was right) sur les vêtements portés lors d'un rassemblement.

## Reconnaissance des politiques

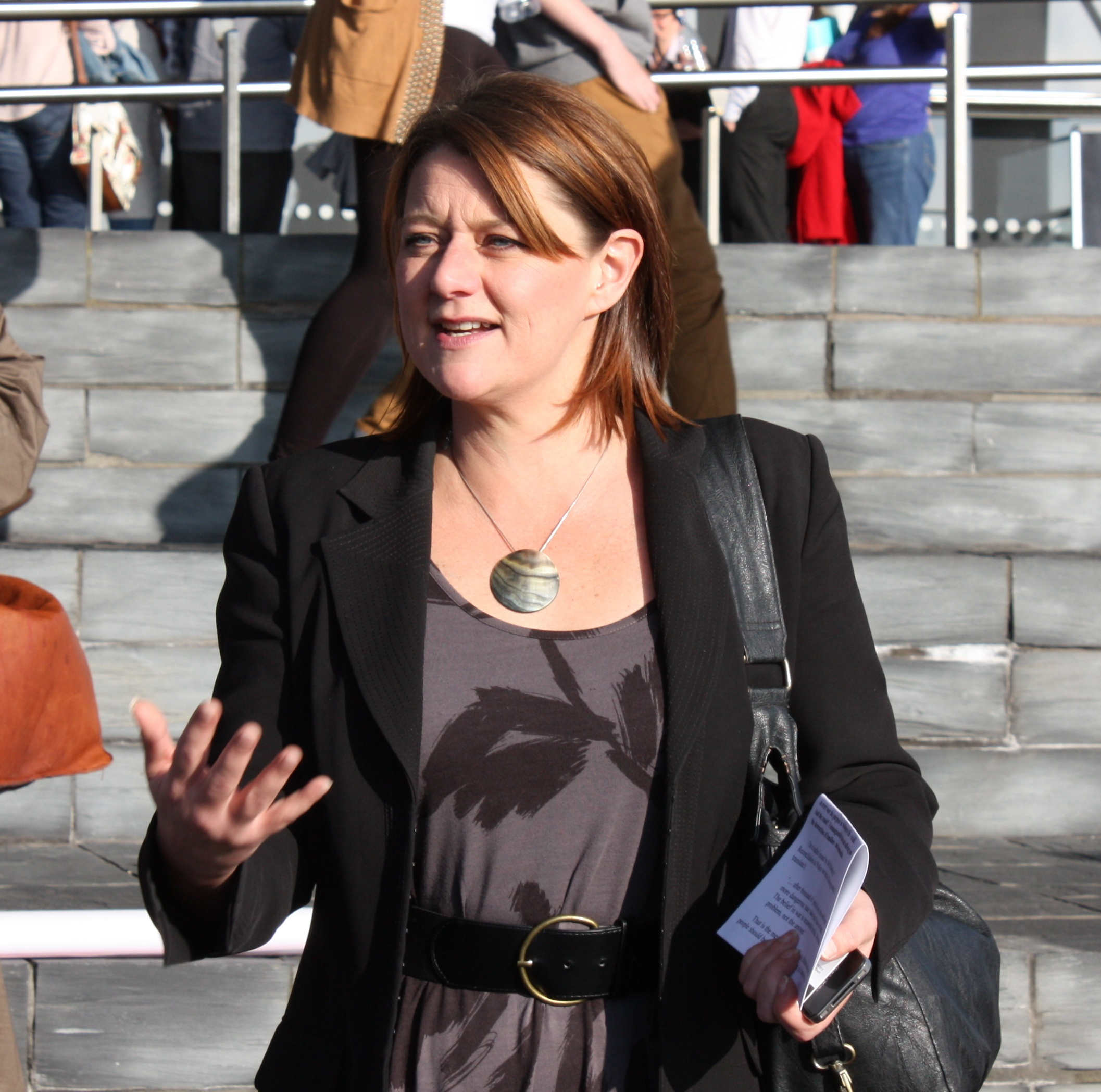
Leanne Wood, chef du parti nationaliste gallois Plaid Cymru, accuse Neil Hamilton de « maintenir la rhétorique raciste de Powell » après qu'il eut déclaré que le discours a été démontré avec le temps, montrant que la controverse autour du discours des « fleuves de sang » est toujours vive au Royaume-Uni.

Dans une interview à Today (en), Margaret Thatcher déclare, peu de temps après son départ du poste de Premier ministre en 1990, que Powell avait « présenté un argument valable, bien qu'en des termes parfois regrettables ».
Trente ans après le discours, Edward Heath déclare que les remarques de Powell sur le « fardeau économique de l'immigration » n'avaient pas été « sans prescience ».
Le député travailliste Michael Foot fait remarquer à un journaliste qu'il était « tragique » que cette « personnalité exceptionnelle » ait été largement mal comprise comme prédisant une réelle effusion de sang en Grande-Bretagne, alors qu'en fait il avait simplement utilisé la citation de l'Énéide pour communiquer son propre sentiment d'appréhension.
En novembre 2007, Nigel Hastilow (en) renonce comme candidat conservateur pour la circonscription de Halesowen and Rowley Regis après avoir écrit un article dans l'Express & Star de Wolverhampton qui comprend cette déclaration : « Enoch, autrefois député de Wolverhampton Sud-Ouest, a été limogé du Parti conservateur et marginalisé politiquement pour son discours des « fleuves de sang » de 1968, alors qu'il avertissait qu'une immigration incontrôlée changerait irrévocablement la Grande-Bretagne. Il avait raison et l'immigration a radicalement changé le visage de la Grande-Bretagne, ».
En janvier 2014, Nigel Farage, chef du Parti UKIP, après avoir été informé au cours d'une interview qu'une déclaration qu'il venait de lire venait du discours de Powell, il déclare : « Eh bien, il avertissait qu'avec un grand afflux de personnes dans une zone, qui changeait l'identité de cette zone, il y aurait des tensions - le principe de base est juste ». En juin de la même année, en réponse aux accusations du scandale du cheval de Troie (en) islamiste, l'ancien ministre conservateur Norman Tebbit écrit dans le Daily Telegraph, « Personne n'aurait dû être surpris de ce qui se passait dans les écoles de Birmingham. C'est précisément ce dont je parlais il y a plus de 20 ans et Enoch Powell mettait en garde bien avant cela. Nous avons importé beaucoup trop d'immigrants qui sont venus ici non pas pour vivre dans notre société, mais pour reproduire ici la société de leur patrie ». Le député conservateur Gerald Howarth déclare sur le même sujet : « De toute évidence, l'arrivée de tant de personnes de confession non chrétienne a posé un défi, et beaucoup d'entre nous, y compris feu Enoch Powell, l'avaient prévenu il y a des décennies ».
En avril 2018, le dirigeant d'UKIP au Pays de Galles, Neil Hamilton, déclare que « l'idée qu'Enoch Powell était une sorte de méchant uniquement raciste est un non-sens absolu ». Il affirme que les arguments de Powell ont été « démontrés par les événements » en termes de changement social sinon de violence. En réponse, le chef du Plaid Cymru, Leanne Wood, accuse Hamilton de « maintenir la rhétorique raciste de Powell ». L'homme politique travailliste Hefin David (en) qualifie le commentaire de Hamilton de « scandaleux ».

## Représentations dramatiques
Le discours est le sujet de la pièce de théâtre What Shadows (en) de Chris Hannan, jouée à Birmingham du 27 octobre au 12 novembre 2016, avec Ian McDiarmid dans le rôle de Powell et George Costigan (en) dans celui de Clem Jones.
Le roman The Speech d'Andrew Smith, qui se déroule à Wolverhampton pendant les jours précédant et suivant le discours et avec Powell comme l'un des protagonistes du livre, est publié en octobre 2016.
En avril 2018, la BBC annonce que l'émission radiophonique Archive on 4 (en) diffusera 50 Years On: Rivers of Blood pour marquer le 50e anniversaire du discours. Ian McDiarmid lira l'intégralité du discours, la première fois qu'il sera diffusé à la radio britannique, et il sera suivi de discussions et d'analyses. Dans les jours précédant la diffusion, un certain nombre de personnes ont critiqué la décision de la BBC de diffuser ce discours toujours controversé.

## Discours
| Texte original en anglais : The supreme function of statesmanship is to provide against preventable evils. In seeking to do so, it encounters obstacles which are deeply rooted in human nature. One is that by the very order of things such evils are not demonstrable until they have occurred: at each stage in their onset there is room for doubt and for dispute whether they be real or imaginary. By the same token, they attract little attention in comparison with current troubles, which are both indisputable and pressing: whence the besetting temptation of all politics to concern itself with the immediate present at the expense of the future. Above all, people are disposed to mistake predicting troubles for causing troubles and even for desiring troubles: "If only", they love to think, "if only people wouldn't talk about it, it probably wouldn't happen. Perhaps this habit goes back to the primitive belief that the word and the thing, the name and the object, are identical. At all events, the discussion of future grave but, with effort now, avoidable evils is the most unpopular and at the same time the most necessary occupation for the politician. Those who knowingly shirk it deserve, and not infrequently receive, the curses of those who come after. A week or two ago I fell into conversation with a constituent, a middle-aged, quite ordinary working man employed in one of our nationalised industries. After a sentence or two about the weather, he suddenly said: "If I had the money to go, I wouldn't stay in this country." I made some deprecatory reply to the effect that even this government wouldn't last for ever; but he took no notice, and continued: "I have three children, all of them been through grammar school and two of them married now, with family. I shan't be satisfied till I have seen them all settled overseas. In this country in 15 or 20 years' time the black man will have the whip hand over the white man. I can already hear the chorus of execration. How dare I say such a horrible thing? How dare I stir up trouble and inflame feelings by repeating such a conversation? The answer is that I do not have the right not to do so. Here is a decent, ordinary fellow Englishman, who in broad daylight in my own town says to me, his Member of Parliament, that his country will not be worth living in for his children. I simply do not have the right to shrug my shoulders and think about something else. What he is saying, thousands and hundreds of thousands are saying and thinking - not throughout Great Britain, perhaps, but in the areas that are already undergoing the total transformation to which there is no parallel in a thousand years of English history. In 15 or 20 years, on present trends, there will be in this country three and a half million Commonwealth immigrants and their descendants. That is not my figure. That is the official figure given to parliament by the spokesman of the Registrar General's Office. There is no comparable official figure for the year 2000, but it must be in the region of five to seven million, approximately one-tenth of the whole population, and approaching that of Greater London. Of course, it will not be evenly distributed from Margate to Aberystwyth and from Penzance to Aberdeen. Whole areas, towns and parts of towns across England will be occupied by sections of the immigrant and immigrant-descended population. As time goes on, the proportion of this total who are immigrant descendants, those born in England, who arrived here by exactly the same route as the rest of us, will rapidly increase. Already by 1985 the native-born would constitute the majority. It is this fact which creates the extreme urgency of action now, of just that kind of action which is hardest for politicians to take, action where the difficulties lie in the present but the evils to be prevented or minimised lie several parliaments ahead. The natural and rational first question with a nation confronted by such a prospect is to ask: "How can its dimensions be reduced?" Granted it be not wholly preventable, can it be limited, bearing in mind that numbers are of the essence: the significance and consequences of an alien element introduced into a country or population are profoundly different according to whether that element is 1 per cent or 10 per cent. The answers to the simple and rational question are equally simple and rational: by stopping, or virtually stopping, further inflow, and by promoting the maximum outflow. Both answers are part of the official policy of the Conservative Party. It almost passes belief that at this moment 20 or 30 additional immigrant children are arriving from overseas in Wolverhampton alone every week - and that means 15 or 20 additional families a decade or two hence. Those whom the gods wish to destroy, they first make mad. We must be mad, literally mad, as a nation to be permitting the annual inflow of some 50,000 dependants, who are for the most part the material of the future growth of the immigrant-descended population. It is like watching a nation busily engaged in heaping up its own funeral pyre. So insane are we that we actually permit unmarried persons to immigrate for the purpose of founding a family with spouses and fiancés whom they have never seen. Let no one suppose that the flow of dependants will automatically tail off. On the contrary, even at the present admission rate of only 5,000 a year by voucher, there is sufficient for a further 25,000 dependants per annum ad infinitum, without taking into account the huge reservoir of existing relations in this country - and I am making no allowance at all for fraudulent entry. In these circumstances nothing will suffice but that the total inflow for settlement should be reduced at once to negligible proportions, and that the necessary legislative and administrative measures be taken without delay. I stress the words "for settlement." This has nothing to do with the entry of Commonwealth citizens, any more than of aliens, into this country, for the purposes of study or of improving their qualifications, like (for instance) the Commonwealth doctors who, to the advantage of their own countries, have enabled our hospital service to be expanded faster than would otherwise have been possible. They are not, and never have been, immigrants. I turn to re-emigration. If all immigration ended tomorrow, the rate of growth of the immigrant and immigrant-descended population would be substantially reduced, but the prospective size of this element in the population would still leave the basic character of the national danger unaffected. This can only be tackled while a considerable proportion of the total still comprises persons who entered this country during the last ten years or so. Hence the urgency of implementing now the second element of the Conservative Party's policy: the encouragement of re-emigration. Nobody can make an estimate of the numbers which, with generous assistance, would choose either to return to their countries of origin or to go to other countries anxious to receive the manpower and the skills they represent. Nobody knows, because no such policy has yet been attempted. I can only say that, even at present, immigrants in my own constituency from time to time come to me, asking if I can find them assistance to return home. If such a policy were adopted and pursued with the determination which the gravity of the alternative justifies, the resultant outflow could appreciably alter the prospects. The third element of the Conservative Party's policy is that all who are in this country as citizens should be equal before the law and that there shall be no discrimination or difference made between them by public authority. As Mr Heath has put it we will have no "first-class citizens" and "second-class citizens." This does not mean that the immigrant and his descendent should be elevated into a privileged or special class or that the citizen should be denied his right to discriminate in the management of his own affairs between one fellow-citizen and another or that he should be subjected to imposition as to his reasons and motive for behaving in one lawful manner rather than another. There could be no grosser misconception of the realities than is entertained by those who vociferously demand legislation as they call it "against discrimination", whether they be leader-writers of the same kidney and sometimes on the same newspapers which year after year in the 1930s tried to blind this country to the rising peril which confronted it, or archbishops who live in palaces, faring delicately with the bedclothes pulled right up over their heads. They have got it exactly and diametrically wrong. The discrimination and the deprivation, the sense of alarm and of resentment, lies not with the immigrant population but with those among whom they have come and are still coming. This is why to enact legislation of the kind before parliament at this moment is to risk throwing a match on to gunpowder. The kindest thing that can be said about those who propose and support it is that they know not what they do. Nothing is more misleading than comparison between the Commonwealth immigrant in Britain and the American Negro. The Negro population of the United States, which was already in existence before the United States became a nation, started literally as slaves and were later given the franchise and other rights of citizenship, to the exercise of which they have only gradually and still incompletely come. The Commonwealth immigrant came to Britain as a full citizen, to a country which knew no discrimination between one citizen and another, and he entered instantly into the possession of the rights of every citizen, from the vote to free treatment under the National Health Service. Whatever drawbacks attended the immigrants arose not from the law or from public policy or from administration, but from those personal circumstances and accidents which cause, and always will cause, the fortunes and experience of one man to be different from another's. But while, to the immigrant, entry to this country was admission to privileges and opportunities eagerly sought, the impact upon the existing population was very different. For reasons which they could not comprehend, and in pursuance of a decision by default, on which they were never consulted, they found themselves made strangers in their own country. They found their wives unable to obtain hospital beds in childbirth, their children unable to obtain school places, their homes and neighbourhoods changed beyond recognition, their plans and prospects for the future defeated; at work they found that employers hesitated to apply to the immigrant worker the standards of discipline and competence required of the native-born worker; they began to hear, as time went by, more and more voices which told them that they were now the unwanted. They now learn that a one-way privilege is to be established by act of parliament; a law which cannot, and is not intended to, operate to protect them or redress their grievances is to be enacted to give the stranger, the disgruntled and the agent-provocateur the power to pillory them for their private actions. In the hundreds upon hundreds of letters I received when I last spoke on this subject two or three months ago, there was one striking feature which was largely new and which I find ominous. All Members of Parliament are used to the typical anonymous correspondent; but what surprised and alarmed me was the high proportion of ordinary, decent, sensible people, writing a rational and often well-educated letter, who believed that they had to omit their address because it was dangerous to have committed themselves to paper to a Member of Parliament agreeing with the views I had expressed, and that they would risk penalties or reprisals if they were known to have done so. The sense of being a persecuted minority which is growing among ordinary English people in the areas of the country which are affected is something that those without direct experience can hardly imagine. I am going to allow just one of those hundreds of people to speak for me : “Eight years ago in a respectable street in Wolverhampton a house was sold to a Negro. Now only one white (a woman old-age pensioner) lives there. This is her story. She lost her husband and both her sons in the war. So she turned her seven-roomed house, her only asset, into a boarding house. She worked hard and did well, paid off her mortgage and began to put something by for her old age. Then the immigrants moved in. With growing fear, she saw one house after another taken over. The quiet street became a place of noise and confusion. Regretfully, her white tenants moved out. “The day after the last one left, she was awakened at 7am by two Negroes who wanted to use her phone to contact their employer. When she refused, as she would have refused any stranger at such an hour, she was abused and feared she would have been attacked but for the chain on her door. Immigrant families have tried to rent rooms in her house, but she always refused. Her little store of money went, and after paying rates, she has less than £2 per week. "She went to apply for a rate reduction and was seen by a young girl, who on hearing she had a seven-roomed house, suggested she should let part of it. When she said the only people she could get were Negroes, the girl said, "Racial prejudice won't get you anywhere in this country." So she went home. "The telephone is her lifeline. Her family pay the bill, and help her out as best they can. Immigrants have offered to buy her house - at a price which the prospective landlord would be able to recover from his tenants in weeks, or at most a few months. She is becoming afraid to go out. Windows are broken. She finds excreta pushed through her letter box. When she goes to the shops, she is followed by children, charming, wide-grinning piccaninnies. They cannot speak English, but one word they know. "Racialist," they chant. When the new Race Relations Bill is passed, this woman is convinced she will go to prison. And is she so wrong? I begin to wonder. The other dangerous delusion from which those who are wilfully or otherwise blind to realities suffer, is summed up in the word "integration." To be integrated into a population means to become for all practical purposes indistinguishable from its other members. Now, at all times, where there are marked physical differences, especially of colour, integration is difficult though, over a period, not impossible. There are among the Commonwealth immigrants who have come to live here in the last fifteen years or so, many thousands whose wish and purpose is to be integrated and whose every thought and endeavour is bent in that direction. But to imagine that such a thing enters the heads of a great and growing majority of immigrants and their descendants is a ludicrous misconception, and a dangerous one. We are on the verge here of a change. Hitherto it has been force of circumstance and of background which has rendered the very idea of integration inaccessible to the greater part of the immigrant population - that they never conceived or intended such a thing, and that their numbers and physical concentration meant the pressures towards integration which normally bear upon any small minority did not operate. Now we are seeing the growth of positive forces acting against integration, of vested interests in the preservation and sharpening of racial and religious differences, with a view to the exercise of actual domination, first over fellow-immigrants and then over the rest of the population. The cloud no bigger than a man's hand, that can so rapidly overcast the sky, has been visible recently in Wolverhampton and has shown signs of spreading quickly. The words I am about to use, verbatim as they appeared in the local press on 17 February, are not mine, but those of a Labour Member of Parliament who is a minister in the present government : 'The Sikh communities' campaign to maintain customs inappropriate in Britain is much to be regretted. Working in Britain, particularly in the public services, they should be prepared to accept the terms and conditions of their employment. To claim special communal rights (or should one say rites?) leads to a dangerous fragmentation within society. This communalism is a canker; whether practised by one colour or another it is to be strongly condemned.' All credit to John Stonehouse for having had the insight to perceive that, and the courage to say it. For these dangerous and divisive elements the legislation proposed in the Race Relations Bill is the very pabulum they need to flourish. Here is the means of showing that the immigrant communities can organise to consolidate their members, to agitate and campaign against their fellow citizens, and to overawe and dominate the rest with the legal weapons which the ignorant and the ill-informed have provided. As I look ahead, I am filled with foreboding; like the Roman, I seem to see "the River Tiber foaming with much blood." That tragic and intractable phenomenon which we watch with horror on the other side of the Atlantic but which there is interwoven with the history and existence of the States itself, is coming upon us here by our own volition and our own neglect. Indeed, it has all but come. In numerical terms, it will be of American proportions long before the end of the century. Only resolute and urgent action will avert it even now. Whether there will be the public will to demand and obtain that action, I do not know. All I know is that to see, and not to speak, would be the great betrayal. | Traduction en français : La fonction suprême de l’homme d’état est de protéger la société de malheurs prévisibles. Il rencontre dans cette tâche des obstacles profondément ancrés dans la nature humaine. L’un d’entre eux est qu’il est d’évidence impossible de démontrer la réalité d’un péril avant qu’il ne survienne : à chaque étape de la progression d’un danger supposé, le doute et le débat sont possibles sur son caractère réel ou imaginaire. Ces dangers sont en outre l’objet de bien peu d’attention en comparaison des problèmes quotidiens, qui sont eux incontestables et pressants : d’où l’irrésistible tentation pour toute politique de se préoccuper du présent immédiat au détriment de l’avenir. Par-dessus tout, nous avons également tendance à confondre la prédiction d’un problème avec son origine, ou même avec le fauteur de trouble. Nous aimons à penser : « Si seulement personne n’en parlait, sans doute rien de tout cela n’arriverait…» Cette habitude remonte peut-être à la croyance primitive que le mot et la chose, le nom et l’objet, sont identiques. Dans tous les cas, l’évocation des périls à venir, graves mais évitables (si l’on s’attache à les résoudre), est la tâche la plus impopulaire de l’homme politique. La plus nécessaire aussi. Les hommes politiques qui s’y soustraient en connaissance de cause méritent — et reçoivent d’ailleurs fréquemment — les critiques de leurs successeurs. Il y a 1 à 2 semaines, je discutais dans ma circonscription avec un homme d’une quarantaine d’années qui travaille dans l’une de nos entreprises nationalisées. Après quelques mots sur la pluie et le beau temps, il me dit soudainement : « Si j’avais les moyens, je quitterais le pays. » Je lui fis quelques reproches, lui faisant remarquer que le gouvernement actuel ne durerait pas éternellement. Mais il n’y prêta pas attention et poursuivit : « J’ai trois enfants. Ils ont tous le bac [grammar school], deux d’entre eux sont mariés et ont une famille. Mais je ne serai heureux que lorsque je les aurai tous vu partir à l’étranger. Dans ce pays, dans 15 à 20 ans, les noirs domineront les blancs. » J’entends déjà les cris d’orfraie. Comment puis-je dire une chose aussi horrible ? Comment puis-je jeter le trouble et déchaîner les passions en relatant une telle conversation ? Ma réponse est que je m’interdis de ne pas le faire. Dans ma propre ville, au grand jour, un brave et honnête compatriote me dit à moi, son député, qu’il ne fera pas bon vivre dans son pays pour ses propres enfants. Je n’ai tout simplement pas le droit de hausser les épaules et de passer à autre chose. Ce que dit cet homme, des milliers, des centaines de milliers de gens le pensent et le disent. Peut-être pas dans tout le pays, mais partout où s’opère la transformation radicale à laquelle nous assistons aujourd'hui, et qui n’a aucun parallèle connu en 1 000 ans d’histoire. Sur la lancée actuelle, dans 15 ou 20 ans, il y aura en Grande-Bretagne, en comptant les descendants, 3,5 millions d’immigrés du Commonwealth. Ce chiffre n’est pas de moi : c’est l’évaluation officielle donnée au Parlement par les bureaux de l’état-civil. Il n’y a pas de prévision officielle semblable pour l’an 2000, mais le chiffre avoisinera les 5 à 7 millions, soit environ un dixième de la population, quasiment l’équivalent de l’agglomération londonienne. Cette population ne sera bien sûr pas uniformément répartie du nord au sud et d’est en ouest. Dans toute l’Angleterre, des régions entières, des villes, des quartiers, seront entièrement peuplés par des populations immigrées ou d’origine immigrée. Avec le temps, la proportion des descendants d’immigrés nés en Angleterre, et donc arrivés ici comme nous, augmentera rapidement. Dès 1985, ceux nés en Angleterre [par rapport à ceux nés à l’étranger] seront majoritaires. C’est cette situation qui demande d’agir avec la plus extrême urgence, et de prendre des mesures qui, pour un homme politique, sont parmi les plus difficiles à prendre, car ces décisions délicates sont à considérer dans le présent, alors que les dangers à écarter, ou à minimiser, ne se présenteront qu’aux élus des générations futures. Lorsqu'un pays est confronté à un tel danger, la première question qui se pose est celle-ci : « Comment réduire l’ampleur du phénomène ? » Puisqu'on ne peut entièrement l’éviter, peut-on le limiter, sachant qu’il s’agit essentiellement d’un problème numérique ? En effet, l’arrivée d’éléments étrangers dans un pays, ou au sein d’une population, a des conséquences radicalement différentes selon que la proportion est de 1% ou 10%. La réponse à cette simple question est d’une égale simplicité : il faut stopper, totalement ou presque, les flux d’immigration entrants et encourager au maximum les flux sortants. Ces deux propositions font partie de la plate-forme officielle du Parti Conservateur. Il est à peine concevable qu’en ce moment même, rien qu’à Wolverhampton, entre 20 et 30 enfants immigrés supplémentaires arrivent chaque semaine de l’étranger, soit 15 à 20 familles supplémentaires dans 10 ou 20 ans. « Quand les Dieux veulent détruire un peuple, ils commencent par le rendre fou » dit le dicton, et assurément nous devons être fous, littéralement fous à lier, en tant que nation, pour permettre chaque année l’arrivée d’environ 50 000 personnes à charge et qui plus tard accroîtront la population d’origine immigrée. J’ai l’impression de regarder ce pays élever frénétiquement son propre bûcher funéraire. Nous sommes devenus fous au point de permettre à des célibataires d’immigrer ici dans le but de fonder une famille avec des conjoints ou des fiancés qu’ils n’ont jamais vus. Ne croyez pas que cet afflux de population diminuera de lui-même. Bien au contraire. Même au rythme actuel de 5 000 admissions par an et par quota, ce chiffre est suffisant pour faire croître le nombre de personnes à charge de 25 000 par an, et à l’infini, sans compter l’immense réservoir des liens familiaux existant avec le pays d’origine – et tout cela sans parler de l’immigration clandestine. Dans de telles circonstances, la seule mesure adaptée est de réduire, toutes affaires cessantes, le rythme de l’immigration jusqu'à des chiffres négligeables, et de prendre sans délai les mesures législatives et administratives qui s’imposent. Je souligne le mot « immigration ». Cela n'a rien à voir avec l'entrée de citoyens du Commonwealth, pas plus que d'étrangers, dans ce pays, à des fins d'études ou d'amélioration de leurs qualifications, comme (par exemple) les médecins du Commonwealth qui, au profit de leur propre pays, ont permis d'étendre notre service hospitalier plus rapidement qu'il n'aurait été possible autrement. Ils ne sont pas et n'ont jamais été des immigrants. J’en viens maintenant au retour au pays. Si toute immigration cessait demain, la croissance de la population immigrée ou d’origine immigrée serait substantiellement réduite, mais l’importance numérique de ces populations ne modifierait pas les fondamentaux du danger qui nous préoccupe. Et cet aspect du problème ne peut être traité que lorsqu'une proportion importante des populations immigrées est encore composée de personnes arrivées récemment, durant les 10 dernières années. D'où l’urgence de mettre en œuvre dès aujourd'hui ce second volet de la politique du Parti conservateur : encourager la ré-émigration. Personne n’est en mesure d’estimer le nombre de ceux qui, moyennant une aide généreuse, choisiraient soit de retourner dans leur pays d’origine, soit d’aller dans d’autres pays désireux de recevoir main d’œuvre et savoir-faire. Personne ne le sait, car jusqu'à présent, aucune politique de cet ordre n’a été mise en œuvre. Tout ce que je puis dire, c’est qu’actuellement encore, des immigrés de ma circonscription viennent me voir de temps à autre pour me demander de bénéficier d’une aide au retour. Si une telle politique était adoptée et mise en place, avec la détermination que justifie la gravité de la situation, les flux sortants pourraient sensiblement modifier les perspectives d’avenir. Le troisième volet de la politique du Parti Conservateur est l’égalité de tous devant la loi : l’autorité publique ne pratique aucune discrimination et ne fait aucune différence entre les citoyens. Ainsi que M. Heath [dirigeant du Parti conservateur] l’a souligné, nous ne voulons pas de citoyens de première ou de seconde «classe». Mais cela ne doit pas signifier pour autant qu’un immigré ou ses descendants doivent disposer d’un statut privilégié ou spécifique, ou qu’un citoyen ne soit pas en droit de discriminer qui bon lui semble dans ses affaires privées, ou qu’on lui dicte par la loi ses choix ou son comportement. Il n’y a pas plus fausse appréciation de la réalité que celle entretenue par les bruyants défenseurs des lois dites « contre les discriminations ». Que ce soit nos grandes plumes, toutes issues du même moule, parfois des mêmes journaux qui, jour après jour dans les années 1930, ont tenté d’aveugler le pays face au péril croissant qu’il nous a fallu affronter par la suite. Ou que ce soit nos évêques calfeutrés dans leurs palais à savourer des mets délicats, la tête dissimulée sous les draps. Ces gens-là sont dans l’erreur, dans l’erreur la plus absolue, la plus complète. Le sentiment de discrimination, de dépossession, de haine et d’inquiétude, ce ne sont pas les immigrés qui le ressentent, mais bien ceux qui les accueillent et doivent continuer à le faire. C’est pourquoi voter une telle loi au Parlement, c’est risquer de mettre le feu aux poudres. Le mieux que l’on puisse dire aux tenants et aux défenseurs de cette loi, c’est qu’ils ne savent pas ce qu’ils font. Rien n’est plus trompeur que de comparer la situation de l’immigré du Commonwealth [ancien empire britannique] qui arrive en Grande-Bretagne avec celle du noir américain. Les noirs, qui étaient déjà présents avant que les États-Unis ne deviennent une nation, ont d’abord été des esclaves, au vrai sens du terme. Le droit de vote, et d’autres, leur ont été accordés seulement par la suite, droits qu’ils ne sont parvenus à exercer que peu à peu, et encore incomplètement. L’immigré du Commonwealth lui, est arrivé en Grande-Bretagne comme citoyen à part entière, dans un pays qui ne pratique pas la discrimination, un pays où il obtient immédiatement les mêmes droits que tout le monde, du droit de vote à la gratuité des soins de la Sécurité sociale. Les difficultés rencontrées par les immigrés ne proviennent ni des lois, ni de la politique du gouvernement ou de l’administration, mais de leur situation personnelle, et des événements fortuits qui font, et feront toujours, que le destin et l’expérience d’un homme ne sont pas ceux d’un autre. Mais alors qu’arriver en Grande-Bretagne signifie pour le migrant accéder à des privilèges et à des équipements ardemment recherchés, l’impact sur la population autochtone du pays est bien différent. Pour des raisons qu’ils ne comprennent pas, en application de décisions prises à leur insu, pour lesquelles ils ne furent jamais consultés, les habitants de Grande-Bretagne se retrouvent étrangers dans leur propre pays. Leurs femmes ne trouvent pas de lits d’hôpital pour accoucher, leurs enfants n’obtiennent pas de places à l’école, leurs foyers, leurs voisins, sont devenus méconnaissables, leurs projets et perspectives d’avenir sont défaits. Sur leurs lieux de travail, les employeurs hésitent à appliquer au travailleur immigré les mêmes critères de discipline et de compétence qu’au Britannique de souche. Ils commencent à entendre, au fil du temps, des voix chaque jour plus nombreuses qui leur disent qu’ils sont désormais indésirables. Et ils apprennent aujourd'hui qu’un privilège à sens unique va être voté au Parlement. Qu’une loi qui ne peut, ni n’est destinée à les protéger ni à répondre à leurs doléances, va être promulguée. Une loi qui donnera à l’étranger, au mécontent, à l’agent provocateur, le pouvoir de les clouer au pilori pour des choix d’ordre privé. Parmi les centaines de lettres que j’ai reçues après m’être exprimé sur ce sujet il y a 2 ou 3 mois, j’ai remarqué une nouveauté frappante, et je la trouve de très mauvais augure. Les députés ont l’habitude de recevoir des lettres anonymes, mais ce qui me surprend et m’inquiète, c’est la forte proportion de gens ordinaires, honnêtes, avisés, qui m’écrivent une lettre souvent sensée, bien écrite, mais qui préfèrent taire leur adresse. Car ils craignent de se compromettre ou d’approuver par écrit les opinions que j’ai exprimées. Ils craignent des poursuites ou des représailles si cela se savait. Ce sentiment d’être une minorité persécutée, sentiment qui progresse parmi la population anglaise dans les régions touchées du pays, est quelque chose d’à peine imaginable pour ceux qui n’en ont pas fait directement l’expérience. Et je vais donner l’occasion à l’une de ces personnes de parler à ma place : « Il y a 8 ans, dans une rue paisible de Wolverhampton, une maison a été vendue à un noir. Aujourd'hui, il ne reste plus dans cette rue qu’une femme blanche, une retraitée, et voici son histoire : cette femme a perdu son mari et ses deux fils, morts à la Guerre. Elle a transformé sa maison de 7 pièces, son seul bien, en chambres à louer. Elle y a mis toute son énergie et elle a bien réussi, remboursant son emprunt et commençant à épargner pour ses vieux jours. Puis des immigrés sont venus s’installer. Avec une appréhension croissante, elle a vu les maisons se faire racheter les unes après les autres. La rue, autrefois paisible, est devenue bruyante et chaotique. À regret, elle a vu ses locataires blancs partir un à un. Le lendemain du jour où son dernier locataire est parti, elle a été réveillée à 7 heures du matin par deux hommes noirs qui, disaient-ils, voulaient utiliser son téléphone pour appeler leur employeur. Elle a refusé, comme elle aurait refusé à n’importe qui à cette heure matinale. Elle a alors été injuriée. Sans la chaîne qui bloquait sa porte, elle a craint d’être agressée. Depuis, des familles d’immigrés ont essayé de lui louer des chambres, mais elle a toujours refusé. Ses petites économies se sont épuisées, et après avoir payé ses impôts, il ne lui reste que 2 livres par semaine. Elle a demandé une réduction d’impôts et a été reçue par une jeune femme qui, voyant qu’elle possédait une maison de 7 pièces, lui a conseillé d’en louer une partie. Quand elle a répondu que les seuls locataires qui se présentaient étaient noirs, la jeune employée lui a répondu : « Les préjugés raciaux ne vous mèneront nulle part dans ce pays. » Elle est rentrée chez elle. Le téléphone est son seul lien avec l’extérieur. Sa famille paye la facture, et l’aide autant qu’elle peut. Des immigrés lui ont proposé d’acheter sa maison, pour un prix que les acheteurs potentiels pourraient récupérer en la louant en quelques semaines, ou du moins en quelques mois. Elle a désormais peur de sortir. Ses fenêtres sont cassées. Elle trouve des excréments dans sa boîte aux lettres. Quand elle sort faire ses courses, elle est suivie par de charmants petits noirs, très souriants. Ils ne parlent pas un mot d’anglais, mais il existe un mot qu’ils connaissent très bien : « Raciste ! » scandent-ils derrière elle. Lorsque cette nouvelle loi sur les relations interraciales sera votée, cette femme est convaincue qu’elle ira en prison. A-t-elle tort ? Je commence moi aussi à me poser la question… L’autre dangereuse chimère de ceux qui sont aveugles aux réalités peut se résumer au mot « intégration ». Être intégré, c’est ne pas se distinguer, à tous points de vue, des autres membres d’une population. Et de tout temps, des différences physiques évidentes, particulièrement la couleur de peau, ont rendu l’intégration difficile, bien que possible avec le temps. Parmi les immigrés du Commonwealth venus s’installer ici depuis 15 ans, il existe des dizaines de milliers de personnes qui souhaitent s’intégrer, et tous leurs efforts tendent vers cet objectif. Mais penser qu’un tel désir est présent chez une vaste majorité d’immigrés ou chez leurs descendants est une idée extravagante, et dangereuse de surcroît. Nous sommes arrivés à un tournant. Jusqu'à présent, la situation et les différences sociales ont rendu l’idée même d’intégration inaccessible : cette intégration, la plupart des immigrés ne l’ont jamais ni conçue ni souhaitée. Leur nombre et leur concentration ont fait que la pression vers l’intégration qui s’applique d’habitude aux petites minorités, n’a pas fonctionné. Nous assistons aujourd'hui au développement de forces qui s’opposent directement à l’intégration, à l’apparition de droits acquis qui maintiennent et accentuent les différences raciales et religieuses, dans le but d’exercer une domination, d’abord sur les autres migrants et ensuite sur le reste de la population. Cette ombre, au départ à peine visible, obscurcit le ciel rapidement. Et on la perçoit désormais à Wolverhampton. Elle donne des signes d’expansion rapide. Les mots que je vais citer ne sont pas les miens, je les reprends tels quels de la presse locale du 17 février [1968], ils sont d’un député travailliste, ministre du gouvernement actuel : « Il faut déplorer la campagne menée par la communauté Sikh pour conserver des coutumes inadéquates. Ils travaillent en Grande-Bretagne, dans la fonction publique qui plus est. Ces personnes doivent accepter les conditions liées à leur emploi. Réclamer des droits particuliers pour leur communauté (ou devrait-on parler de rites ?) mène à un dangereux clivage au sein de la société. Ce communautarisme est un chancre : qu’il soit revendiqué par un camp ou par un autre, il faut le condamner sévèrement. » Il faut remercier John Stonehouse pour sa lucidité et pour avoir eu le courage d’évoquer ce sujet. Le projet de Loi sur les Relations Raciales constitue le terreau idéal pour que ces dangereux éléments de discorde prospèrent. Car voilà bien le moyen de montrer aux communautés d’immigrants comment s’organiser et soutenir leurs membres, comment faire campagne contre leurs concitoyens, comment intimider et dominer les autres grâce aux moyens juridiques que les ignorants et les mal-informés leur ont fournis. Je contemple l’avenir et je suis rempli d’effroi. Comme les Romains, je vois confusément « le Tibre écumant de sang ». Ce phénomène tragique et insoluble, nous l’observons déjà avec horreur outre-Atlantique, mais alors que là-bas il est intimement lié à l’histoire de l’Amérique, il s’installe chez nous par notre propre volonté, par notre négligence. Il est déjà là. Numériquement parlant, il aura atteint les proportions américaines bien avant la fin du siècle. Seule une action résolue et immédiate peut encore l’empêcher. Je ne sais si la volonté populaire exigera ou obtiendra de telles mesures. Mais ce que je sais, c’est que se taire devant cette situation serait une trahison majeure. |